# Réserve communautaire des bonobos d’Iyondje
Réserve communautaire des bonobos d’Iyondje, även stavat Iyondji, är ett naturreservat för bonoboer i Kongo-Kinshasa, upprättat 2012. Det ligger i provinsen Tshuapa, i den centrala delen av landet, 900 km öster om huvudstaden Kinshasa.